# Красная Горка (Анжеро-Судженский городской округ)
Красная Горка — посёлок в Кемеровской области России, входит в состав Анжеро-Судженского городского округа.

## География
Посёлок расположен в Кузнецкой котловине, и находится на восточной окраине г. Анжеро-Судженск, у озера Первый Алчедат и р. Алчедат. На территории посёлка находится земли бывшего хутора Алчедатский.
Уличная сеть состоит из восьми географических объектовул. Звеньевая, ул. Звеньевая 1-я, ул. Звеньевая 2-я, ул. Комбайновая, ул. Солнечная, ул. Тепличная, ул. Хутор Алчедатский, ул. Юбилейная.

## История
В 1988 году в состав посёлка включен посёлок Центральная усадьба совхоза «Анжерский».

## Население
| 1970 | 1979 | 1989 | 2002 | 2010 | 2021 |
| ---- | ---- | ---- | ---- | ---- | ---- |
| 246  | ↗641 | ↗795 | ↘634 | ↗642 | ↘504 |

гендерный состав
По данным Всероссийской переписи населения на 2010 год, в посёлке проживало 642 человека (318 мужчин и 324 женщины, 49,5 и 50,5 %% соответственно).

## Транспорт
Остановки «Красная горка», «Солнечная улица». Автобусный маршрут 12.